# 北方走廊
北方走廊（英語：Northern Corridor），又名东非走廊，是目前往来东非和中非之间的最繁忙和重要的交通要道。北方走廊从肯尼亚起始，通往内陆的乌干达、卢旺达、布隆迪跟刚果民主共和国的东部及南苏丹。

## 參看
- 非洲橫貫公路網
- 一帶一路